# Puhar
Puhar je priimek več oseb:
- Alenka Puhar (*1945), novinarka, publicistka, prevajalka
- Eva Puhar Račič, likovna pedagoginja in ustvarjalka (slikarka)
- Franc (Aci) Puhar (1926—2004), partizan, politik ... (kranjski župan, direktor škofjeloške Jelovice in pred odhodom v pokoj najodgovornejši za teritorialno obrambo na Gorenjskem)
- Franc Puhar (*1931), pevec baritonist, solist v Novem Sadu (Srbija)
- Franci Puhar, jazz-glasbenik, pozavnist
- Helena Puhar (1920—1968), pedagoška svetovalka, publicistka, pisateljica in urednica
- Jana Puhar, arheologinja, heritologinja (Brežice)
- Janez Avguštin Puhar (1814—1864), duhovnik, izumitelj in fotograf
- Jože Puhar (1926—2010), strojnik
- Jožica Puhar (1942—2024), sociologinja, političarka, diplomatka
- Karel Puhar (1889—1979), surdopedagog
- Leopold Puhar (?—1945), kamnosek in izdelovalec mlinskih kamnov
- Margareta Puhar (1818—1901), ustanoviteljica in prva vrhovna predstojnica redovne kongregacije Šolskih sester sv. Frančiška Kristusa Kralja
- Mihael Puhar, zobozdravnik v Švici, publicist
- Mira Puhar (*1938), pesnica
- Mitja Puhar, fotograf
- Petra Puhar Kejžar, pobudnica in vodja Design studia GT (društvo "Puhart"/Kr); prejela nagrado Janez Puhar
- Rene Puhar, cineast
- Zmago Puhar (*1952), slikar, grafik, ilustrator, likovni pedagog (Puhart /Kr)